# 宣武区
宣武区是北京市一旧行政区域，位于北京旧城西南，界面积19.04平方公里，经纬度位置是北纬39°52′-北纬39°53′东经116°19′-东经116°23′，2002年统计有居民41万人。2010年7月1日经中国国务院批准与北临的西城区合并，合并后改为新的西城区。
宣武区原来属于外城，因区境有宣武门而得名，由于内城是皇亲国戚和官宦的住宅区，禁止普通商贩和娱乐界入内，所以他们都集中到外城，宣武区是中国京剧的发祥地，著名的京剧界人士的住宅和剧院都集中在宣武区；大栅栏是集中北京著名老字号的商业区；琉璃厂是北京书画艺术的汇集地；宣武区也是北京最古老的城区，千年古刹法源寺就在这里；以前各省商人来京建立的会馆也集中在宣武区；以前宣武门外菜市口是清代的刑场，谭嗣同等戊戌六君子都是在这里被处死的；宣武区也是北京回族居民的集中区，著名的牛街和牛街礼拜寺都在宣武区。长期以来，牛街以悠久的历史和鲜明的民族特色，受到全国回族同穆斯林群众仰慕。清代许多著名学者也都曾在宣武区居住，如著名的康有为故居就位于此。宣武区著名景点先农坛、陶然亭公园等。

## 歷史
宣武區歷史悠久，春秋戰國時期燕國的國都薊城就在今天的宣武區宣武門一帶，曾是燕国政治、经济、和文化的核心区域。

## 行政区划
辖8个街道:
- 大栅栏街道
- 天桥街道
- 椿树街道
- 陶然亭街道
- 广安门内街道
- 牛街街道
- 白纸坊街道
- 广安门外街道

## 旅游景点
- 先农坛
- 陶然亭公园
  - 慈悲庵
  - 云绘楼清音阁
  - 高君宇和石评梅墓
- 天桥
- 钱市胡同
- 厂甸
  - 吕祖阁
  - 琉璃厂
- 纪晓岚故居
- 法源寺
- 牛街礼拜寺
- 北京大观园
- 万寿西宫

## 友好城区
- 北区（日本国東京都）
- 龍山区（大韓民国首尔市）